# Ligne de Charmes à Rambervillers
La ligne de charmes à Rambervillers est une ancienne ligne ferroviaire d'intérêt local des Vosges qui reliait la gare de Charmes (Vosges), sur la ligne de Blainville - Damelevières à Lure, à la gare de Rambervillers, sur la ligne de Mont-sur-Meurthe à Bruyères.
Elle a permis la première desserte de Rambervillers.
Elle était dénommée ligne 163 dans l'ancienne classification des lignes de la Compagnie des chemins de fer de l'Est, numéro repris par l'ancienne région Est de la SNCF. Elle ne possède pas de numéro dans la classification des lignes du réseau ferré national, car la ligne était d'intérêt local et non d'intérêt général.

## Histoire
Vers la fin des années 1860, un groupe constitué d'industriels de la métallurgie et de forestiers originaire de Rambervillers constitue la Compagnie du chemin de fer de Rambervillers à Charmes afin de relier leur ville à la ligne 16 reliant Nancy et Épinal. La concession de la ligne est accordée par convention signée les 25 août et 4 novembre 1866 entre le conseil général des Vosges et Messieurs Retournard, Vélin, Gentilhomme, François et Geoffroy. Le 25 juin 1866, les concessionnaires signent un traité avec la Compagnie des chemins de fer de l'Est pour l'exploitation du chemin de fer. La convention et le traité sont approuvés par un décret impérial déclarant la ligne d'utilité publique le 23 août 1868. Les concessionnaires forment la Compagnie du chemin de fer de Rambervillers à Charmes. 
Embranchée sur la ligne dite de Blainville à Lure à 2,6 km au-delà de la gare de Charmes, peu avant le pont sur la Moselle, la ligne s'oriente ensuite plein est pour atteindre la gare de Rambervillers, située à environ 28 km de celle de Charmes.
En 1870, à cause de la guerre franco-prussienne, le service est interrompu et reprend à l'automne 1871.
Une fois la ville de Rambervillers reliée à Bruyères (1902) puis à Lunéville (1911) par la ligne de Mont-sur-Meurthe à Bruyères qui dessert la vallée de la Mortagne, la ligne perd une grande partie de son intérêt. En 1914, trois aller-retour omnibus quotidiens circulent sur la ligne.
La Compagnie des chemins de fer de l'Est dénonce le traité d'exploitation de la ligne le 31 décembre 1932, avec effet au 31 décembre 1933. Le 1er janvier 1934, l'exploitation est confiée par la Compagnie du chemin de fer de Rambervillers à Charmes à la Compagnie des chemins de fer secondaires. Cette modification des conditions d'exploitation est approuvée par un décret le 23 août 1935. Le service se restreint à deux aller-retour omnibus et à un train de marchandises quotidiens. Néanmoins, dès 1935, le trafic voyageurs est reporté sur route, le trafic marchandises disparaît en 1939, sauf sur le tronçon Charmes – La Verrerie-de-Portieux, conservé jusqu'en 1962 pour la desserte de la verrerie, en tant qu'embranchement particulier de la gare de Charmes (Vosges).

### Chronologie
- 2 juillet 1865 : Concession comme ligne d'intérêt local à la Compagnie du chemin de fer de Rambervillers à Charmes (R.C.).
- 25 août 1866 : Réalisation et exploitation confiée par le R.C. à la Compagnie des chemins de fer de l'Est.
- 23 août 1868 : Déclaration d'utilité publique[3].
- 21 juin 1869 : décret d'enquête publique pour expropriation[4].
- 16 septembre 1871 : Mise en service.
- 1er janvier 1934 : Exploitation confiée par la Compagnie du chemin de fer de Rambervillers à Charmes à la Compagnie de chemins de fer secondaires (CFS).
- 1935 : Fin du service voyageurs.
- 1939 : Fin du service marchandises entre La Verrerie et Rambervillers.
- 1962 : Fin du service marchandises entre Charmes et La Verrerie.

## Compléments
La ligne est totalement déposée, mais la plate-forme est encore largement visible par endroits, où elle fait office de chemin forestier.
Seuls les bâtiments des gares de la Verrerie-de-Portieux, Rehaincourt et le passage à niveau-halte de Portieux témoignent de son existence.